# Rikke Sandhøj
Rikke Sandhøj  (* 20. April 1972 in Glostrup) ist eine ehemalige dänische Radrennfahrerin, die bis 2002 auf Straße und Bahn aktiv war.
Im Laufe ihrer Karriere zwischen 1990 und 2002 errang Rikke Sandhøj 17 dänische Meistertitel. 13-mal siegte sie auf der Bahn, im Sprint, 500-Meter-Zeitfahren, im Punktefahren und in der Einerverfolgung. Viermal wurde sie nationale Meisterin im Straßenrennen.